# Гранде, Фрэнки
Фрэнк Джеймс Майкл Гранде Маркионе (англ. Frank James Michael Grande Marchione, род. 24 января 1983 года) — американский танцор, актер, певец, продюсер и телеведущий. Старший единоутробный брат певицы и актрисы Арианы Гранде.

## Юность
Фрэнки Гранде родился в Нью-Йорке, в семье врача Виктора Маркионе и Джоан Гранде, главного исполнительного директора компании по производству телефонов и систем сигнализации Hose-McCann Communications. Он вырос в Энглвуде, штат Нью-Джерси, и в возрасте 10 лет переехал со своей матерью в Бока-Ратон, штат Флорида, где позже учился в школе Пайн-Крест. Начал выступать в мюзиклах в пятом классе. У него есть родная единоутробная сестра — певица и актриса Ариана Гранде, и сводный брат — Джеймс Маркионе. Гранде — открытый гей. Он окончил колледж Мюленберг в Пенсильвании в 2005 году, получив тройную специализацию по биологии, театру и танцам. Он подумывал о медицинской школе, но решил взять годичный отпуск, чтобы заняться театром.
Он начал свою профессиональную карьеру в 2007 году, когда появился в роли обезьяны Бутс в национальном туре «Даша-путешественница» и в региональных театральных постановках, включая заглавную роль в мюзикле George M!, Майка Косту в мюзикле A Chorus Line и других. Позже, в 2007 году, он присоединился к бродвейскому актерскому составу мюзикла «Mamma Mia!», в ансамбле и в качестве дублера Эдди, в котором он выступал в течение трех лет.
Гранде продюсировал шоу на Бродвее и за его пределами, в том числе бродвейские постановки «Гамлета» (2009) с Джудом Лоу в главной роли, «La Bête» (2010-2011) с Дэвидом Хайдом Пирсом в главной роли и «Born Yesterday» (2011) с Джимом Белуши в главной роли. Он также продюсировал кабаре-шоу Брук Шилдс в 2011 году. Гранде выступал в кабаре в Нью-Йорке, в том числе в джаз-клубе Birdland и Feinstein's/54 Below. Он получил звание мистера Бродвея на благотворительном вечере «Мистер Бродвей 2007». В 2013 году он снялся в роли Бобби в мюзикле «Crazy for You». Он также представил свое собственное шоу в Нью-Йорке, «Livin' la Vida Grande», в театре Лори Бичман.

## Карьера
В феврале 2014 года Гранде сыграл Консуэлу в мюзикле «Pageant». В июне того же года он выступил на DigiFest в Нью-Йорке. В середине 2014 года Гранде появился в американском реалити-сериале «Big Brother 16». Канал MTV назвал его 12 недель в шоу спорными ... приправленные некоторыми мощными, возмутительными и совершенно впечатляющими моментами. Гранде занял 5-е место из 16 участников.
Гранде вернулся на Бродвей в ноябре 2014 года в роли Франца в мюзикле «Рок веков». В том же месяце он стал одним из организаторов предварительного показа на красной ковровой дорожке American Music Awards. В 2014 году TV Guide назвал Гранде одним из любимых звезд YouTube. Он был показан в сегменте ABC Nightline 2014 года об артистах, которые используют социальные сети для повышения своего успеха. В статье в The New York Times в 2014 году Майкл Масто назвал Гранде «невероятно амбициозным».
В 2015 году журнал Billboard включил Гранде в свой список «32 лучших звезд социальных сетей в Интернете сегодня». В январе 2015 года Гранде снова выступил со своим шоу в кабаре для одного человека в 54 Below. В феврале он снялся в музыкальном клипе для Лэнса Басса и работал моделью для Малан Бретон на Неделе моды в Нью-Йорке. В марте Гранде был интервьюером Entertainment Tonight на церемонии вручения премии Kids' Choice Awards 2015. Он также снялся в документальном короткометражном фильме «Малан Бретон: путешествие на Тайвань», который получил награду Международного кинофестиваля в Нью-Йорке в 2015 году за Лучший короткометражный документальный фильм. В июне он появился на DigiFest в Нью-Йорке, а в следующем месяце был судьей видеоконкурса #JoeyShine. Гранде был судьей в реалити-шоу America's Best Dance Crew на MTV в 2015 году. В августе 2015 года он вел специальный телевизионный выпуск на канале Oxygen под названием Worst.Post.Ever: With Frankie Grande о промахах в социальных сетях. Гранде был номинирован на премию People's Choice Award 2016 года.
Гранде возродил свое автобиографическое персональное шоу Livin' La Vida Grande в Лос-Анджелесе в январе 2016 года. В том же месяце он и его сестра выпустили аромат унисекс под названием Frankie by Ariana Grande. Начиная с марта 2016 года, Гранде принимал участие в шоу Style Code Live (SCL), в котором освещаются тенденции знаменитостей, а также новости и советы о моде и красоте. Шоу позволяет зрителям делать покупки обсуждаемых товаров и задавать вопросы в интерактивном режиме. Оно транслируется в прямом эфире каждую неделю вечером.
Вместе с Оливией Калпо он критиковал моду Золотых глобусов 2017 года на сегодняшнем шоу. В июне он запустил партнёрство с приложением YouCam Make-up. Гранде также продолжал выступать со своим персональным шоу в ночных клубах. Он вернулся в роли Франкини для музыкального эпизода Генри Дэнджера в июле 2019 года под названием «Генри Дэнджер: мюзикл», в котором он накладывает проклятие, которое заставляет всех петь вместо того, чтобы говорить. Он повторил свою роль Франца в лос-анджелесской постановке "Рок веков" в конце 2019 года. Гранде сыграл роль Ричарда в фильме «Веселье». Он снялся в клипе Мэйси Грей «Undone».
По состоянию на 2021 год присутствие Гранде в социальных сетях включало более 400 000 подписчиков YouTube и 30 миллионов просмотров на YouTube, более 2 миллионов подписчиков в Instagram и один миллион подписчиков в Twitter.

## Личная жизнь
8 июня 2021 года Гранде обручился с актером Хейлом Леоном. Пара начала встречаться в 2019 году.